# Ordinul „Pentru curaj personal” (Transnistria)

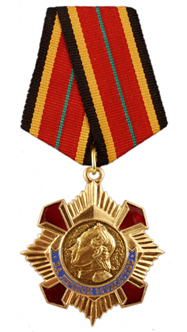
Ordinul "Pentru curaj personal"

Ordinul "Pentru curaj personal" (în rusă Орден "За личное мужество") este una dintre decorațiile auto-proclamatei Republici Moldovenești Nistrene. El a fost înființat prin decretul nr. 27 al președintelui RMN, Igor Smirnov, din data de 27 ianuarie 1995 pentru răsplătirea vitejiei, a curajului și a dăruirii, demonstrate în apărarea Republicii Moldovenești Nistrene. 

## Statut
1. Ordinul "Pentru curaj personal" a fost înființat pentru recompensarea curajului deosebit, a vitejiei și dăruirii demonstrate în apărarea Republicii Moldovenești Nistrene. 
2. Sunt decorați cu Ordinul "Pentru curaj personal" soldați și angajați ai Ministerelor apărării, a afacerilor interne și a securității naționale ai Republicii Moldovenești Nistrene, precum și cetățeni, care au demonstrat curaj și eroism în apărarea Republicii Moldovenești Nistrene. Pot fi decorați cu Ordinul "Pentru curaj personal" și persoane care nu sunt cetățeni ai Republicii Moldovenești Nistrene, dar care s-au dovedit atașați intereselor Republicii Moldovenești Nistrene.
3. Acordarea Ordinului "Pentru curaj personal" se efectuează:
a) pentru conducerea cu succes a operațiunilor militare și a unităților militare, demonstrând curaj și vitejie deosebite;
b) pentru atașament deosebit, dovedit atât în situații de luptă, cât și în perioade de pace, confruntându-se cu pericole la adresa vieții sale;
c) pentru curaj deosebit și eroism, demonstrat în îndeplinirea misiunilor speciale; 
d) pentru curaj deosebit și vitejie, dovedite în asigurarea securității naționale a republicii.
4. Acordarea Ordinului "Pentru curaj personal" are loc la propunerea ministrului apărării, al afacerilor interne sau al securității naționale. 
5. Ordinul "Pentru curaj personal" se poartă pe partea stângă a pieptului, iar când deținătorul are și Ordinul Republicii, decorația este aranjată după el.

## Descriere
Ordinul "Pentru curaj personal" are o formă de stea cu patru colțuri, cu raze convexe de culoare aurie. În centrul stelei se află medalionul cu imaginea în relief a generalisimului rus A.V. Suvorov de culoare auriu închis. De la medalion diverg patru cruci cu rubine care intersectează perpendicular marginile stelei. În partea de jos a medalionului se află o bandă de smalț albastru cu inscripția "За личное мужество" gravată cu litere aurii. Steaua ordinului este confecționată dintr-un aliaj cupru-zinc. 
Pe reversul stelei se află gravat numărul individual al ordinului. Steaua Ordinului este prinsă printr-o ureche și o piesă ovală de o panglică pentagonală de mătase lucioasă, având benzi de următoarele culori: negru, galben, roșu, verde, roșu, galben, negru. Lățimea panglicii este de 24 mm.
Pe reversul panglicii se află un ac de oțel pentru prinderea decorației de haine.

## Persoane decorate
- Serghei Leontiev - vicepreședintele RMN
- Valeri Lițkai - ministru de externe ai RMN
- Stanislav Hajeev - general, ministrul apărării
- Vladimir Antiufeev - general, ministrul securității naționale
- Vadim Krasnoselski - ministrul afacerilor interne
- Vladimir Bodnar - deputat, președintele Uniunii Ucrainenilor din Transnistria - de 2 ori [1]
- Oleg Smirnov - deputat, cadru militar al Ministerului Afacerilor Interne
- Iustinian Ovcinicov - episcop ortodox rus de Tiraspol și Dubăsari (2000)
- Vladimir Jirinovski - vicepreședinte al Dumei de Stat a Federației Ruse, președintele Partidului Liberal-Democrat din Rusia (25 aprilie 2006)